# École du Itä-Häme
L'école du Itä-Häme (finnois : Itä-Hämeen opisto) est un établissement situé à Hartola en Finlande.

## Présentation
L'école, fondée en 1908, fonctionne dans l'ancien manoir d'Eko à Hartola.
La cour du manoir est entourée de pierres sacrificielles de l'âge du fer, d'anciens arbres du Tainionvirta et de nombreuses dépendances du manoir.
L'hôtel Linna et un parcours de golf à 18 trous sont situés dans le même ensemble,.